# Массовые беспорядки в Москве (2002)
Беспорядки в Москве (2002) — беспорядки, учинённые российскими болельщиками в центре Москвы (на Манежной площади) в воскресенье 9 июня 2002 после проигрыша национальной сборной в матче с Японией в ходе чемпионата мира по футболу.

## Причины
По мнению правоохранительных органов, фанатов спровоцировал показ компанией «Атор» рекламного ролика со «сценой вандализма» на уличных мониторах Манежной площади. В сюжете рекламного ролика использовалась сцена из фильма «Большой Лебовски», где «мужчина наносит удары тяжёлым предметом по автомобилю». Перед матчем свободно продавалось спиртное в бутылках. По описаниям очевидца событий, погром начался после попыток обстрела стеклянными бутылками экрана и попыток милиции пресечь это (над толпой были чёрно-жёлто-белые флаги России). Бутылки не долетели до экрана, а разбили витрины гостиницы «Москва». После этого толпа стала забрасывать бутылками другие витрины и, видя безнаказанность, перевернула и сожгла несколько машин файерами у гостиницы, прошлась до Лубянской площади, громя всё вокруг. Милиция, охранявшая Госдуму, скрылась в здании.

## Результаты
В результате массовых беспорядков в центре Москвы пострадали 79 человек, 49 из них были госпитализированы, один человек скончался от ножевых ранений (17-летний школьник Андрей Труженников, на 2020 год его убийцы так и не были установлены). Среди пострадавших были и сотрудники милиции, 16 из них были госпитализированы.
2 сотрудника Тверского РОВД серьёзно пострадали, ещё 16 — были госпитализированы. Было разгромлено 7 японских и 1 китайский ресторан. Разбито 227 витрин, 54 человека ранены, 9 машин разбито, 7 — сожжены.
По данным ГУВД Москвы, за организацию погромов в отделения милиции были доставлены 130 человек. Для усмирения фанатов сотрудникам милиции пришлось применить табельное оружие. Стражи порядка произвели 9 выстрелов в воздух. По данным милиции, в центре города повреждено 8 таксофонов, 36 витрин магазинов, повреждены несколько троллейбусов. В ходе погромов в центре Москвы также разбито 107 автомашин, в том числе иномарки, две машины телевизионного канала РТР, перевернуто шесть из них и сожжено семь. В массовых беспорядках в центре Москвы принимали участие от 7 до 8 тысяч человек. Милиции удалось прекратить беспорядки только к вечеру около 18:40. Всего было задержано 113 человек, 31 из них впоследствии было предъявлено обвинение. Виновника гибели Труженникова установить не удалось, так же как и виновных в организации беспорядков.
По статье 212 УК РФ «Участие в массовых беспорядках» были осуждены не менее семи человек, в частности, В. Назаров и Андрей Ромашин (по три года лишения свободы), 18-летний Александр Типцов (4 года лишения свободы), Д. Цуненко (5,5 лет лишения свободы), и 21-летний Валерий Серёгин (5 лет лишения свободы).
На следующий день подали в отставку и начальник столичного ГУВД Владимир Пронин, и его заместитель Василий Чемисов, однако министр внутренних дел Борис Грызлов уволил только последнего.

## Законодательные последствия
После этих событий Государственная Дума России приняла закон о борьбе с экстремизмом, который до событий на Манежной площади подвергался значительной критике за ущемления свободы граждан. По одной из распространенных версий, события на Манежной площади были заранее направлены именно на «продавливание» спорного законопроекта через Государственную Думу. Трансляция матчей на больших плазменных экранах также была запрещена, но запрет на это был снят спустя 16 лет в связи с чемпионатом мира в России, при этом трансляция матчей велась исключительно в фан-зонах.